# Allen T. Caperton
Allen T. Caperton (Monroe megye, 1810. november 21. – Washington, 1876. július 26.) az Amerikai Egyesült Államok szenátora (Nyugat-Virginia, 1875–1876).